# 1329
1329 (MCCCXXIX) je bilo navadno leto, ki se je po julijanskem koledarju začelo na nedeljo.

## Dogodki

### Papež in protipapež
- 19. februar - Pisa: protipapež Nikolaj V. uprizori bizarno sodbo in absentia proti papežu Janezu XXII.. Ker se le-ta nahaja v Avignonu, uporabijo lutko oblečeno v papeška oblačila, jo obsodijo in nazadnje predajo civilnim oblastem, da jo "usmrtijo".
- 27. marec - Papež Janez XXII. izda bulo In agro dominico, v kateri nemškega dominikanskega pridigarja in filozofa Mojstra Eckharta obtoži zagovarjanja heretičnih tez in ga sumi krivoverstva. Mojster Eckart je umrl leto dni poprej, zato se inkvizicijski (in dosti bolj boleč) postopek ugotavljanja krivoverstva ustavi, vendar se sumi ne ovržejo.
- april - Papež Janez XXII. izobči cesarskega protipapeža Nikolaja V. 1330 ↔
- Papež Janez XXII. odstavi frančiškanskega mojstra Mihaela iz Cesene, zaradi striktnega zagovarjanja uboštva Kristusa in apostolov. Za novega mojstra frančiškanov potrdi Gerarda Odona.

### Bizantinsko cesarstvo
- 1. junij - Bizantinska vojska pod vodstvom cesarja Andronika III. Paleologa se izkrca na obali Bitinije.
- 10. junij - Bitka pri Pelekanonu, bizantinsko-otomanske vojne: Osmani pod vodstvom sultana Orhana I. odločujoče porazijo Bizantince pod vodstvom cesarja Andronika III. in s tem dokončno utrdijo oblast v Mali Aziji. Bizantinci si nikoli več ne poskušajo povrniti ozemelj v maloazijskem delu cesarstva, medtem ko Osmani nadaljujejo s pritiskom na obalna mesta, ki so še v rokah Bizantincev.
- Nekoliko več sreče ime Andronik III. s ponovno osvojitvijo otoka Ios in odstranitvijo latinskih baronov, bratov Martina in Benedetta II. Zaccariije, ki sta se kot sovladarja sprla za primat na omenjenem otoku. Andronik III. nastavi Benedetta za guvernerja Iosa, Martina pa zapre.
- Orhan začne oblegati Nikejo. 1331 ↔

### Ostalo
- januar - Grof Lancaster Henry poskuša združiti angleške barone proti kraljici-materi Izabeli Francoski in regentu Rogerju Mortimerju, vendar ga prehitita in mu naložita plačilo visoke denarne odškodnine za nepotrebne politične nevšečnosti.
- 21. januar - Umrlega barona Mecklenburga Henrika II. nasledi Albert II.
- 1. februar - Poljsko-tevtonska vojna (1326-32): češki kralj Ivan Luksemburški, ki je na strani vitezov križnikov proti združenim Poljakom in Litvancem, se usmeri na slednje. Tega dne češka vojska skupaj s križniki zavzame litvansko leseno utrdbo Medvėgalis v Samogitiji, ki je predstavljala zatočišče več kot 6.000 poganskim Litvancem. Veliki mojster križnikov Werner iz Orselna jih je hotel večino pobiti in ostanek razgnati, vendar je obveljala beseda češkega kralja Ivana, ki ukaže poražence in begunce prisilno pokristjaniti. Poganske Litvance hitro razbremenijo krščanski Poljaki, ki vpadejo v Kulmerland, jedro Tevronske države in prisilijo križnike v hitro vrnitev iz Litve. Po umiku križnikov in Čehov se Litvanci v Samogitiji vrnejo k stari veri.
- 3. april - Kanbalik, Kitajska: čagatajski kan Eldžigidej odstavi vrhovnega kana Tug Temurja[1] in za novega kagana nastavi njegovega starejšega brata Hutuhtuja[2].
  - Nedolgo zatem čagatajski kan Eldžigidej umre sumljive smrti. Nasledi ga brat Duva Temur.

- 6. junij - Amiens, Francija: angleški kralj Edvard III. se kot gaskonjski vojvoda pride poklonit francoskemu kralju Filipu VI., ki mu za to ponižnost/ponižanje vrne Gaskonjo.
- 7. junij - Po hudi bolezni umre škotski kralj Robert Bruce. Nasledi ga mladoletni sin David II., regentstvo prevzame škotski plemič Thomas Randolph, 1. grof Moray. Umirajoči kralj v poslednji želji zaprosi najožjega zaupnika Jamesa Douglasa, da se po njegovi smrti odpravi na križarsko vojno in s sabo ponese kraljevo srce. Glede na to, da je Kastilija ponovno v vojni z Granadskim emiratom, se Douglas odzove na vabilo kastiljskega kralja Alfonza XI. 1330 ↔
- 17. julij - Poroka med škotskim kraljem Davidom II. in angleško princeso Ivano. Ona je stara 7 let, on pa 5.
- 22. julij - Umrlega vladarja Verone, Vicenze in Padove Kangrandeja I. della Scaligerja nasledita sinova Mastino II. in Albero II.
- 30. avgust - Kanbalik, Kitajska: umorjen je mongolski vrhovni kan in čagatajska marioneta Hutuhtu. Najverjetneje ga usmrti bivši kagan Tug Temur, ki se ponovno zavihti na prestol.
- 28. oktober - Po smrti grofice Matilde Artoiške nasledi grofijo Artois njena hči in burgundska grofica Ivana II.. Omenjeno grofijo zahteva tudi večni dedič Robert III. Artoiški[3], ki ga je očetova prezgodnja smrt leta 1302 prikrajšala za dedovanje. 1330 ↔
- Bosanski ban Štefan II. Kotroman poskusi priključiti banovini sporno ozemlje na meji s Srbijo, vendar ga porazi srbska vojska pod vodstvom mladega princa Štefana Dušana[4], za katerega je to prva vojaška zmaga.
- Umrlega savojskega grofa Edvarda nasledi njegov brat Ajmon.
- Jutland, Danska: nezadovoljni s stanjem politične anarhije in gospodarskega razsula kmečki uporniki na Danskem prosijo švedskega kralja Magnusa IV.[5], da prevzame oblast na Danskem. Upor je sicer zatrt, vendar obvisi grožnja Švedov, zato severnonemški plemič, holsteinski grof Gerhard III. Holsteinski, ki mu je danska krona dolgovala veliko denarja, preprosto zamenja marionetnega kralja Valdemarja III. z bivšim in izgnanim kraljem Krištofom II., ki se zadovolji z vlogo marionetnega kralja. Celotni polotok Jutland je s tem v lasti holsteinskega grofa Gerharda III., ki vlada kot vojaški diktator. 1331 ↔
- Rusija:  z blagoslovom kana Zlate horde Uzbeka napove koalicija ruskih kneževin pod vodstvom moskovskega kneza Ivana Kalite vojno kneževini Pskov, kamor se je zatekel preganjani tverski knez Aleksander Mihajlovič, ki najprej zbeži v Litvo, od tam pa še na Švedsko.
- Maroški popotnik Ibn Batuta se iz Meke odpravi proti Jemnu. Iz Aden odpluje proti Somaliji. 1330 ↔
- Afriški rog: krščanski etiopski cesar Amda Sejon I. začne z agresivno vojaško politiko proti muslimanskim sosedom in s tem ponovno razširi krščanstvo v Etiopiji.[6]

## Rojstva
- 6. januar - Ulman Stromer, nemški (nürnberški) veletrgovec, papirničar († 1407)
- 26. september - Ana Bavarska, češka kraljica († 1353)
- 29. november - Ivan I., vojvoda Spodnje Bavarske († 1340)
- Abu Inan Faris, marinidski sultan († 1358)
- Fairuzabadi, arabski leksikograf († 1414)
- Filip II. Tarantski, knez Ahaje in Taranta († 1374)
- Hosokava Jorijuki, japonski samuraj, državnik († 1392)
- Lazar Hrebeljanović , srbski narodni junak († 1389)
- Nikefor II. Orsini, epirski vladar († 1359)
- Tugluk Timur, čagatajski kan, Mogul († 1363)

## Smrti
- 21. januar - Henrik II., baron Mecklenburga (* 1266)
- 31. maj - Albertino Mussato, italijanski pesnik, zgodovinar in politik (* 1261)
- 7. junij - Robert Bruce, škotski kralj (* 1274)
- 22. julij - Kangrande I. della Scala, vladar Verone (* 1291)
- 30. avgust - Hutuhtu kagan/cesar Mingzong, mongolski vrhovni kan, kitajski cesar dinastije Yuan (* 1300)
- 28. oktober - Matilda Artoiška, grofica Artoisa (* 1268)
- Edvard Savojski, grof Savoje (* 1284)
- Sciarra Colonna, rimski plemič, gibelin (* 1270)